# Movimento Buddista Dalit
Il movimento buddista dalit (definito come Navayana cioè "nuovo veicolo" da alcuni dei seguaci di B. R. Ambedkar, in relazione ai veicoli storici del buddismo, Hīnayāna, Mahayana e Vajrayana) è un movimento di rinascita buddista in India datato XIX-XX secolo, di scuola Theravada. Ha ricevuto il suo più consistente impulso proprio dall'opera svolta da Ambedkar col suo appello per la conversione dei dalit al Buddismo; questo per sfuggire ad una società basata su una forte imposizione castale che li considerava il più basso elemento nella gerarchia della popolazione in generale.